# Andrzej Dziedzic (piłkarz)
Andrzej Dziedzic (ur. 22 czerwca 1969) – polski piłkarz, grający na pozycji pomocnik.

## Kariera
W 1990 r. został piłkarzem Rakowa Częstochowa, gdzie grał do 2001 r., z przerwą w rundzie jesiennej sezonu 1997/1998 r., kiedy został wypożyczony do Krisbutu Myszków. Z drużyną Rakowa awansował do I ligi w sezonie 1993/1994, a w sezonie 1995/1996 zajął z zespołem historyczne ósme miejsce. Na najwyższym szczeblu rozgrywkowym zagrał 62 razy i strzelił pięć bramek. Dwukrotnie w 1995 i 1996 grał w 1/4 finału Pucharu Polski. Łącznie rozegrał w Rakowie blisko 250 spotkań.
Po wypożyczeniu wrócił z Myszkowa do Częstochowy i w sezonie 1998/1999 występował z Rakowem na poziomie II ligi. Grał w zespole w następnym sezonie w II lidze oraz w rundzie jesiennej sezonu 2000/2001. Piłkarską karierę zakończył w 2008 roku w Victorii Częstochowa.
W 2021 r. został wybrany przez redakcję portalu igol.pl oraz kibiców do jedenastki stulecia Rakowa.

## Sukcesy

### Klubowe

#### Raków Częstochowa
- Mistrzostwo grupy II ligiː 1993/1994